# Антон Ернст Фугер фон Кирхберг-Вайсенхорн
Антон Ернст Фугер фон Кирхберг-Вайсенхорн (на немски: Anton Ernst Graf Fugger zu Kirchberg und Weissenhorn, Herr zu Glött, Oberndorf und Hilgartsberg; * 15 май 1681; † 25 май 1745) от род Фугер е граф на Фугер-Кирхберг-Вайсенхорн в Бавария, господар на Гльот (в област Дилинген на Дунав), Оберндорф на Лех, Хилгартсберг при Хофкирхен на Дунав.
Той е най-големият син (от 19 деца) на имперския таен съветник граф Франц Ернст Фугер фон Кирхберг-Вайсенхорн (1648 – 1711) и съпругата му графиня Мария Терезия Анна фон Йотинген-Катценщайн-Балдерн (1651 – 1710), дъщеря на граф Фридрих Вилхелм фон Йотинген-Катценщайн (1618 – 1677) и Розина Сузана фон Трюбенах (1611 – 1664). Баща му Франц Ернст е от 1688 г. е губернатор на Нойбург на Дунав и от 1706 г. президент на „Австрийския концил“ в Инсбрук.
Брат му Лудвиг Ксавер (* 18 март 1685, Нойбург; † 16 юни 1746) е граф Фугер, господар на Щетенфелс.
Резиденцията на фамилията е дворец Гльот. Господството Гльот е купено през 1537 г. от Антон Фугер (1493 – 1560).

## Фамилия
Франц Ернст Фугер фон Кирхберг-Вайсенхорн се жени на 4 октомври 1707 г. в Инсбрук за графиня Мария Елизабет Терезия Маргарета Йозефа Траутзон цу Фалкенщайн (* 14 юни 1687, Инсбрук; † 8 април 1766, Инсбрук), вдовица на граф Карл Йозеф Ферарис д'Очиепо, дъщеря на граф Франц Евзебиус фон Траутзон-Фалкенщайн (1642 – 1728) и Мария Анна Елизабет Цецилия цу Шпаур и Флафон († 1715). Те имат 16 деца:
- Франц Карл Йозеф (1708 – 1769)
- Ернст Евзеби ус Йозеф (1709 – 1712)
- Леополд Ксавер Йозеф (1710 – 1713)
- Антон Игнац Фугер-Гльот (* 3 септември 1711, Инсбрук; † 25 февруари 1787, Регенсбург), епископ на Регенсбург (1769 – 1787)
- Мария Августа Елизабета (1712 – 1790), монахиня в Бухау
- Мария Анна (1713 – 1766), омъжена 1732 г. за граф Франц Карл фон Рост († 1762)
- Себастиан Ксавер Йозеф Фугер фон Кирхберг-Вайсенхорн-Гльот (* 26 януари 1715, Инсбрук; † 1 септември 1763), господар на Гльот, Хилгартсберг и Обендорф, женен на 16 юли 1742 г. в Инсбрук за графиня Елизабет Габриела фон Фирмиан (* 19 юли 1722, Триент; † 1 април 1782, Пасау), дъщеря на граф Франц Алфонс фон Фирмиан (1680 – 1748) и графиня Барбара Елизабет фон Тун и Хоенщайн (1682 – 1760); имат седем деца[4]
- Мария Франциска Йохана (1717 – 1794), монахиня в Кьолн
- Мария Анна Отилия (1718 – 1719)
- Феликс Адам Йозеф (1719 – 1770)
- Мария Магдалена Вероника (1721 – 1724)
- Мария Йозефа Валбурга (1722 – 1795), омъжена 1741 г. за граф Йозеф фон Лодрон († 1791)
- Йохан Томас Йозеф (*/† 1723)
- Йозеф Франц де Паула (1725 – 1753)
- Ернст Томас Йозеф (1726 – 1799)
- Мария Елизабета Барбара (1728 – 1808), омъжена 1746 г. за граф Карл Антон Кюнигл († 1763)